# Vay Péter
Vay Péter, teljes nevén: Vay Péter Ábrahám László (Gyón, 1863. szeptember 26. – Assisi, 1948. február 28.) gróf, író, üszkübi (szkopjei) címzetes püspök, világutazó; Vay Sándor öccse.

## Pályája
A vajai és luskodi gróf Vay család sarja. Apja, gróf Vay László (1823–1884) Máramaros vármegye főispánja, honvédezredes, József főherceg főudvarmestere, édesanyja, beniczi és micsinyei Beniczky Sarolta (1837-1913) volt.
1877–1880 között a budapesti Református főgimnázium magántanulója volt. Az 1882-ben főrangú családok ifjú uraiból alakult sport-klub tagja, 1884-ben a budapesti „Lawn tenns“-egylet pártoló tagja volt.
Angliában végezte el kollégiumi tanulmányait, később Olaszországban tanulmányozta a festészetet. Az 1890-es évekre már jelentős részt vállalt mint író és rajzoló is a tárca és művészeti esszé-irodalomban, és a magyar és francia társasági körökben is forgott. 1892 augusztusában a felsőszabolcsi evangélikus református egyházmegye közgyűlése az egyházkerületi világi pótképviselők közé választotta. Majd újra olasz földre ment, Rómába tanulmányútra és nemsokára szerzetesi ruhát öltött magára, alig 30 évesen. 1895-ben XIII. Leó pápa mint addigra udvari káplánját, a grófot pápai kamarássá, 1897-ben pedig követté nevezte ki, hogy nyújtsa át a spanyol régens-királynőnek a compostelai hercegérsek számára küldött bíbor birétumot.
Vaszary Kolos bibornok, hercegprímás 1898. január 14-, 15-én és 16-án szentelte szubdiakonussá, diakónussá és végül pappá Vay Péter grófot, aki teológiai tanulmányait nemsokkal az előtt fejezte be Rómában, mint a váci egyházmegye klerikusa, majd pedig az esztergomi egyházmegyébe vették fel.
Apát lett az Esztergomi főegyházmegyében, majd pápai protonotárius. Élete egy részét mint misszionárius utazással töltötte, 1903–1914 között a Vatikán megbízásából beutazta a világot. Uralkodók, vezető államférfiak fogadták, útjai során behatóan megismerkedett a Kelet kultúrájával. Különösen Korea ragadta meg, ahová többször is visszatért. Keleti útja során a kormány megbízásából műtárgyakat, régiségeket vásárolt, ezek később a Hopp Ferenc Múzeum gyűjteményét gazdagították. Az Egyesült Államokba kivándorlók egyházi gondviselőjeként többször tette meg az utat Fiumétől New Yorkig. 1916-ban a gyóni családi kúriájában – a karmelita apácák odatelepítésével – hadiárvaházat létesített. 1917-ben megkapta az üszkübi (szkopjei) címzetes püspökséget.
A háború után elhagyta Magyarországot, később már nem vállalt közéleti, misszionáriusi szerepet. 1924-ben Assisiben telepedett le és ott élt haláláig.
Útirajzait, országismertetőit több kötetben jelentette meg. Magyarul elsőként közölt átfogó ismertetést Kelet-Ázsia addig legkevésbé ismert országáról, Koreáról, az ország történelméről, kultúrájáról. Érdeklődése a felkeresett országok (Anglia, Egyesült Államok) társadalmi életére, iparának, kereskedelmének helyzetére is kiterjedt. Személyes tapasztalatai alapján számolt be az Amerikába kivándorolt, ott új hazát talált magyarok helyzetéről; adott hírt az akkor nálunk még alig ismert Kanadáról.
Az 1906—1907-ben, állami megbízatásból általa vásárolt japán gyűjtemény (mellyel kapcsolatban Felvinczi Takács Zoltán így fogalmazott: a „grófot a buddhista művészeten kívül leginkább a Kanó iskola utolsó virágzása vonzotta”) szolgált alapjául az akkor épült Szépművészeti Múzeum „keletázsiai gyűjtemény”-ének.

## Munkái

### Tárcái útirajzokkal
- Marokkói képek. (naplótöredék.) 2 képpel, Magyar Salon, 9. kötet, 1888[19][20]
- A Saharában. (naplótöredék.) 2 képpel, Magyar Salon, 9. kötet, 1888[21]
- Első nap a Saharában. Naplótöredék. (Képekkel.), Ország-Világ, 9. évfolyam 8. szám, 1888.[22]
- El-Aghouat. — Út a Szaharában — (Gr. V. P. saját naplójából, vázlataival), Ország-Világ, 9. évfolyam 14. szám, 1888.[23]
- Tunis (V. P. gróf naplójából) (saját vázlataival), Ország-Világ, 9. évfolyam 30. szám, 1888.[24]
- Tunis (V. P. gróf naplójából) (befejező közlemény) 1 képpel, Ország-Világ, 9. évfolyam 31. szám, 1888.[24][25]
- Corzikából Sardiniába (Naplótöredék), Gróf Széchenyi Lajos utitársamnak. képekkel, Magyar Salon, 10. kötet 1889[26][27]
- Képek Bulgáriából. 1891. 1[28][29]
- Dago – Gróf Ungern-Sternberg Ewald barátomnak. egy képpel, Magyar Szalon, 15. kötet 8. évfolyam/2, 1891.[30]

### Tárcái
- Az ezeregyéj mesevilágából. (Hamam-Meskoutin-Tlemcen) Gróf Vay Péter úti naplójából. Ország-Világ 9. évfolyam, 1888[31]
- Orchideák. —Ifj. Batthyány Géza gróf barátimnak. —, Ország-Világ 10. évfolyam 14. szám, 1889[32]
- Zarskoje-Szelo — képek az orosz társadalomból — . A Hét 1891. II[28][33]
- Florencz. A Hét 1891. II.[28][34]
- Egy fiatal mágnás tragikus halála (Batthyány Gézáról), Vasárnapi Ujság – 38. évfolyam, 47. szám[35][36]
- Levél Sziciliából, A Hét 1892 I.[28]
- Angol impresszinoizmus (Whistler és Sargent.) A Hét 1892 II.[28][37]
- Angol impresszionizmus. A Hét 1892 II.[38]
- A Római Magyar Történelmi Intézet. Vasárnapi Ujság 1897[39]
- Amerikai naplómból. Vasárnapi Ujság 1906.[39]
- A mikádó udvarában. Vasárnapi Ujság 1907.[39]
- Japán szivében. Vasárnapi Ujság 1907.[39]
- A három császárváros Ifara – Kyoto – Joshino. Vasárnapi Ujság 1908.[39]
- A Cordillerák magyarjai között. Vasárnapi Ujság 1909.[39]
- Az ezeregyéj mesevilágából.- Granadái képek. Vasárnapi Ujság 1909.[39]
- A klasszikus Afrika. Vasárnapi Ujság 1910.[39]
- VII.Edváru otthon. Vasárnapi Ujság 1910.[39]
- Marokkói képek. Vasárnapi Ujság 1911.[39]
- Tripolis. Vasárnapi Ujság 1911.[39]
- A mexikói forradalom szomhelyéról. Vasárnapi Ujság 1912.[39]
- Krimea félszigetén. Vasárnapi Ujság 1913.[39]
- Kaukázus hegyei között, Vasárnapi Ujság 1913.[39]
- Képek és jegyzetek ötödik világkörüli utamból. Az indiai Archipelago, Vasárnapi Ujság 1914.[39]
- Utón ötödször a világ körül. Szingapúr, Vasárnapi Ujság 1914.[39]
- Sziám. Vasárnapi Ujság 1914.[39]
- Ötödször a világ körül. Cambodgia. Vasárnapi Ujság 1914.[39]
- Uton ötödször a világ körül. Annám, Vasárnapi Ujság 1914.[39]
- Uton ötödször a világ körül. Kokinklna, Vasárnapi Ujság 1914.[39]
- Uton ötödször a világ körül. Japámn benyomások. Vasárnapi Ujság 1914.[39]
- Kisázsiában a legtávolabbi harcterek felé Anatolian át, Vasárnapi Ujság 1916.[39]

### Könyvek
- Kelet császárai és császárságai (Ázsiai útja Szibérián át Kínába, Koreába és Japánba. Budapest., 1906; németül: Berlin, 1906; franciául: Párizs, 1908, angolból fordítva.)
- Nippon esztétikája. A japán festészeti iskolák, azok mesterei és műemlékei. Budapest, 1907.
- Kelet művészete és műízlése (Budapest, 1908)
- A stylusok evolutioja (Budapest, 1908)
- Angol ipar és iparművészet (Budapest, 1908)
- Nach Amerika in einem Auswandererschiffe. Das innere Leben der Vereinigten Staaten. (Berlin, 1908)
- Amerikai naplókivonatok (Útijegyzetek, levéltöredékek, Budapest, 1910)
- A keleti féltekén (Franklin Társulat Magyar Irodalmi Intézet és Könyvnyomda, 1918).[40]